# Medaglia per la distinzione nella guardia dei confini dell'Unione Sovietica
La medaglia per la distinzione nella guardia dei confini dell'Unione Sovietica è stata un premio statale dell'Unione Sovietica.

## Storia
La medaglia venne istituita il 13 luglio 1950.

## Assegnazione
La medaglia veniva assegnata a civili e militari delle truppe di confine per premiare:
- il coraggio e l'abnegazione dimostrati durante le operazioni di combattimento mirate all'arresto di violatori del confine di Stato dell'URSS;
- la direzione delle unità di protezione delle frontiere, avendo garantito nel contempo l'inviolabilità delle frontiere dell'URSS;
- un alto grado di vigilanza e azioni proattive che abbiano portato all'arresto di violatori del confine di Stato dell'URSS;
- l'organizzazione sapiente delle unità di servizio di confine e il lavoro esemplare per il rafforzamento dei confini dell'URSS;
- l'ottima esecuzione di compiti militari connessi alla protezione dei confini di Stato dell'URSS;
- l'assistenza attiva alle forze di frontiera nei loro compiti di combattimento mirate alla protezione dei confini di Stato dell'URSS.

## Insegne
- La medaglia era in argento fino al 1966 quando sostituito da nickel placcato in argento. Il dritto raffigurava una guardia di frontiera eretta che imbraccia un fucile PPŠ-41 vicino a un marcatore di confine con alte montagne sullo sfondo. Il rovescio portava una scritta rilievo su sei righe "PER LA DISTINZIONE NELLA GUARDIA DEI CONFINI DELL'UNIONE SOVIETICA" (Russo: «За отличие в охране государственной границы СССР»), nella parte superiore, l'immagine in rilievo di una stella a cinque punte, in fondo, un martello sollevato e una falce su rami di alloro e di quercia.
- Il nastro era verde con bordi rossi.